# Ustrój polityczny Korei Północnej
Oficjalnie Korea Północna jest republiką socjalistyczną, w rzeczywistości dyktaturą totalitarną. Obowiązuje konstytucja z 2009 roku, znowelizowana w 2012 roku. Najwyższym urzędem w państwie jest przewodniczący Komisji Spraw Państwowych. Według konstytucji Wiecznym Prezydentem został zmarły w 1994 roku Kim Ir Sen.

## Władza ustawodawcza i wykonawcza

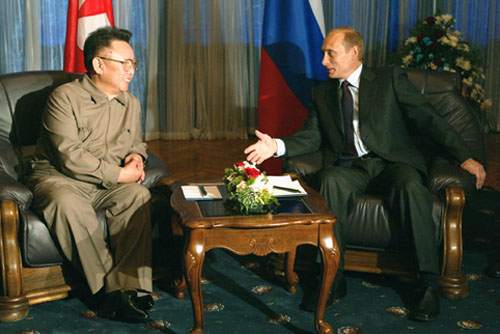
Kim Dzong Il i Władimir Putin

Władza ustawodawcza należy do Najwyższego Zgromadzenia Ludowego składającego się z 687 osób. Jego członkowie wybierani są na 5-letnią kadencję w wyborach powszechnych. Oficjalnie głową państwa od 1998 do 2019 roku był przewodniczący Prezydium wybierany przez Najwyższe Zgromadzenie Ludowe na 5-letnią kadencję. W skład Prezydium wchodzi przewodniczący, wiceprzewodniczący i członkowie powoływani przez NZL. Obecnie przewodniczącym Prezydium NZL jest Ch’oe Ryong Hae. Od kwietnia 2019 roku oficjalnie głową państwa jest Przewodniczący Komisji Spraw Państwowych Koreańskiej Republiki Ludowo-Demokratycznej. Władza wykonawcza należy do rządu. Szef rządu jest powoływany przez Najwyższe Zgromadzenie Ludowe.

## Głowa państwa
Od 1948 roku do swojej śmierci w 1994 roku faktycznym przywódcą państwa był Kim Ir Sen, od 1972 roku był również formalną głową państwa jako prezydent.

### Lista osób stojących formalnie na czele państwa
- Przewodniczący Prezydium Najwyższego Zgromadzenia Ludowego: Kim Tu Bong (1948–1957)
- Przewodniczący Prezydium Najwyższego Zgromadzenia Ludowego: Ch’oe Yong Gŏn (1957–1972)
- Prezydent Korei Północnej: Kim Ir Sen (1972–1994)
- Przewodniczący Prezydium Najwyższego Zgromadzenia Ludowego: Kim Yŏng Nam (1998–2019)
- Przewodniczący Komisji Spraw Państwowych: Kim Dzong Un (od 2019)

## Partie polityczne
Partią rządzącą jest Partia Pracy Korei, która powstała 30 czerwca 1949. Liczy ok. 4 mln członków, przewodniczącym PPK jest Kim Dzong Un.
Istnieją również:
- Socjaldemokratyczna Partia Korei (założona w 1945 roku; liczy 30 tys. członków[9]), głosi idee budowania demokratycznego społeczeństwa socjalistycznego.
- Czundoistyczna Partia Czongu (założona w 1946 roku), utworzona przez Sektę Niebiańskiej Drogi Chondogyo, kieruje się naczelną zasadą Innaechon („realizacja nieba na ziemi”).

Centrala związkowa: Zrzeszenie Związków Zawodowych Korei (ok. 2 mln członków) i Związki Branżowe (m.in. Związek Pracowników Rolnictwa) – liczy 1,3 mln członków.
Wszystkie partie i organizacje społeczno-polityczne są zrzeszone pod egidą Demokratycznego Frontu na rzecz Zjednoczenia Ojczyzny.

## Siły zbrojne
Korea Północna dysponuje jedną z największych armii świata – 700 tys. (2017). Mężczyźni z Korei Północnej są zobowiązani do przystąpienia do wojska w wieku 17 lat i służenia przez dziesięć lat.

## Stosunki dyplomatyczne pomiędzy Polską i Koreą

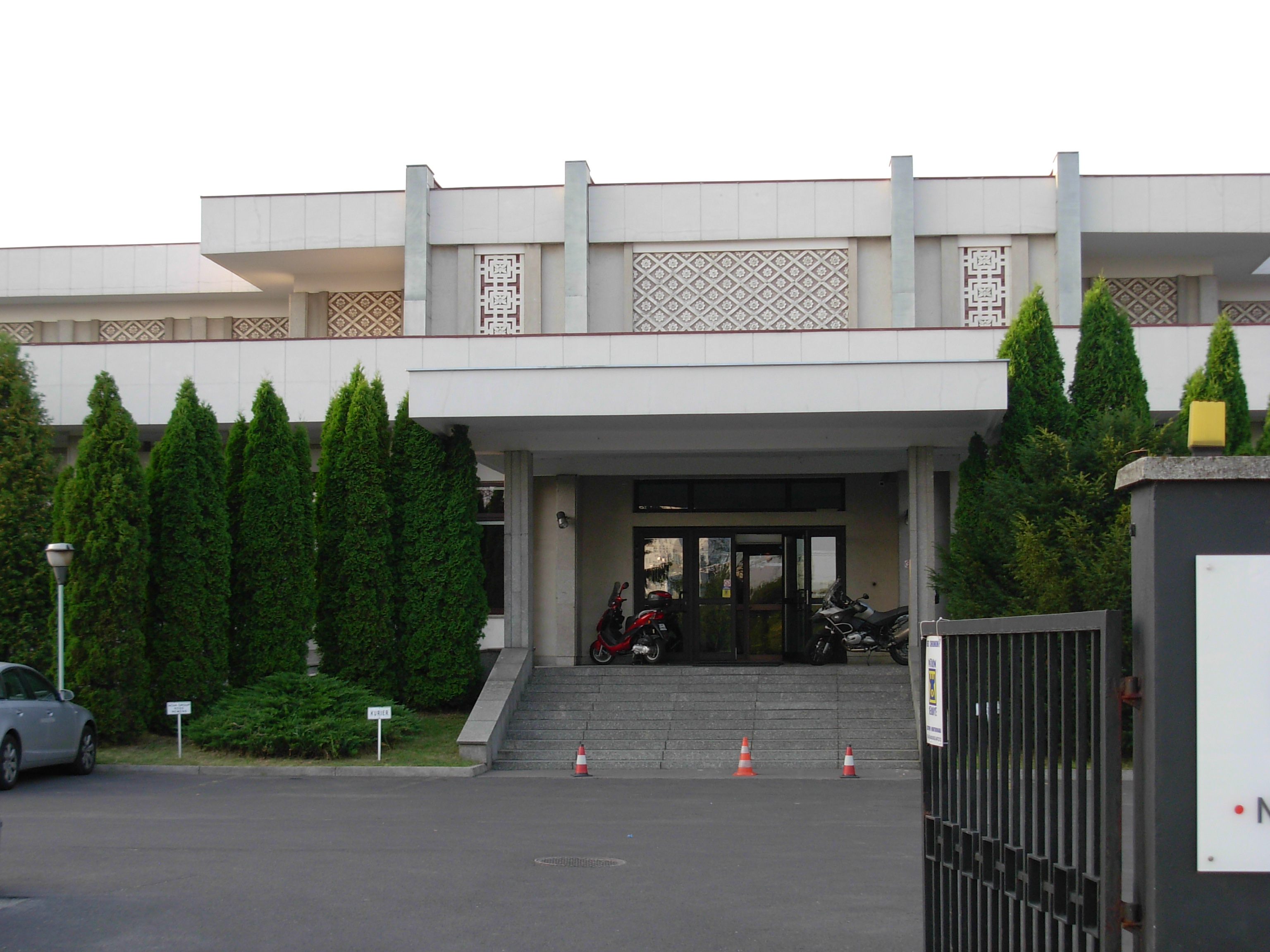
Ambasada Korei Północnej w Warszawie

Ambasada RP jest jednym z kilku przedstawicielstw krajów członkowskich Unii Europejskiej obok placówek Niemiec, Czech, Bułgarii, Rumunii i Szwecji.
Polska i Korea Północna podpisały 15 dwustronnych traktatów:
PRL
- Umowa między Rządem PRL a Rządem Koreańskiej Republiki Ludowo – Demokratycznej o utworzeniu szpitala PCK w Korei. Data podpisania: 1953-05-08.
- Umowa o współpracy kulturalnej między Rządem PRL a Rządem Koreańskiej Republiki Ludowo – Demokratycznej. Data podpisania: 1956-05-11.
- Protokół między Rządem PRL a Rządem KRLD w sprawie zmiany artykułu 4 Umowy o współpracy kulturalnej podpisanej w Pjongjangu dnia 11 maja 1956 roku. Data podpisania: 1966-09-28.
- Porozumienie między Rządem PRL i Rządem KRLD o utworzeniu Konsultatywnej Komisji ds. Gospodarczych i Naukowo-Technicznych. Data podpisania: 1972-10-04.
- Porozumienie między Rządami PRL i KRLD o wzajemnym przyznaniu praw do użytkowania działek przeznaczonych pod budowę budynków Ambasad. Data podpisania: 1966-05-10.
- Protokół częściowo zmieniający Porozumienie między Rządem PRL i Rządem KRLD o wzajemnym przyznaniu praw do użytkowania działek przeznaczonych pod budowę budynków Ambasad. Data podpisania: 1977-05-30.
- Umowa między Rządem PRL a Rządem KRLD o komunikacji lotniczej. Data podpisania: 1978-08-28.
- Konwencja konsularna między PRL a Koreańską Republiką Ludowo – Demokratyczną. Data podpisania: 1982-08-03.
- Umowa między Rządem PRL a Rządem KRLD o współpracy w produkcji śmigłowców MI-2 w KRLD. Data podpisania: 1986-03-27.
- Protokół między Rządem Polskiej Rzeczypospolitej Ludowej a Rządem Koreańskiej Republiki Ludowo- Demokratycznej o dostawach towarów i płatnościach związanych z produkcją śmigłowców MI-2. Data podpisania: 1986-10-30.
- Umowa między PRL a KRLD o pomocy prawnej w sprawach cywilnych, rodzinnych i karnych. Data podpisania: 1986-09-28.
- Porozumienie między Rządem PRL i Rządem KRLD w sprawie przekształcenia Koreańsko-Polskiego Towarzystwa Maklerów Morskich w Koreańsko-Polskie Towarzystwo Żeglugowe z o.o. Data podpisania: 1987-02-11.

RP
- Umowa handlowa i płatnicza między Rządem RP i Rządem KRLD. Data podpisania: 1992-05-12.
- Umowa między Rządem RP a Rządem KRLD o współpracy w dziedzinie rybołówstwa. Data podpisania: 1997-10-02.
- Protokół między Rządem RP a Rządem Koreańskiej Republiki Ludowo-Demokratycznej w sprawie obowiązywania dwustronnych umów międzynarodowych w stosunkach między Rzecząpospolitą Polską a Koreańską Republiką Ludowo-Demokratyczną. Data podpisania: 2007-02-01.